# Viktorija Lopirjova
Viktorija Lopirjova (Rostov na Donu, 26. srpnja 1983.) ruska je televizijska voditeljica i model, zaštitno lice Svjetskog nogometnog prvenstva 2018. u Rusiji.
Rođena je u Rostovu na Donu 26. srpnja 1983., a u središte pozornosti dolazi osvajanjem naslova Miss Rusije 2003. godine. Od 2006. radi kao televizijska voditeljica športskog programa, posebice nogometnog.
Bila je i voditeljica ždrijeba skupina za Kup konfederacija 2017. održan u Rusiji. Izabrana je za veleposlanicu Svjetskog nogometnog prvenstva 2018. u rodnoj zemlji.
U prosincu 2013. udala se za nogometaša Fjodora Smolova, tada napadača Krasnodara. Rastali su se u svibnju 2015.